# 萬梓良
萬梓良（英語：Alex Man Chi-Leung，1957年7月25日—），香港演員，曾演出數十部影視作品。1980年代至1990年代中期由他所主演的連續劇太多為收視冠軍，1988年憑電影《大頭仔》榮獲第25屆金馬獎「最佳男主角」。最為人津津樂道的是他那招牌萬梓良式、七情上臉激動誇張的演技，在劇集《流氓大亨》一句「So what!」更加成為經典台詞。

## 背景

### 早年生活
萬梓良早年於新界大埔成長，有三名胞姊。台灣胡姓一家九口因生活困難把嬰孩給予萬姓人家領養，因而改姓萬，與現父母並無血緣關係。他小學就讀崇德學校，中學時就讀大埔佛教大光中學。在校時是一名童軍，透過校內散學禮的佛教短劇演出和代表學校參加宗教聯誼營的話劇活動，因而對演戲產生興趣。曾在1974年香港中學會考中獲得3A1B的成績（3個A級來自中國語文、中國歷史和佛學，而B級來自中國文學科），為該校當年取得最好會考成績的學生。之後因為原校沒有開設預科年級，所以他到了當時同區唯一的英文中學王肇枝中學入讀中六年級。萬梓良到王肇枝中學面試時曾被該校的教務主任質疑他太遲報名及其入讀資格，但後來出示成績單後順利獲校方取錄。之後曾於1975年入讀香港浸會學院傳理系，與區瑞強、鄧藹霖為同學，但因不忍母親經濟負擔太重，在入讀5個月後，即1976年退學。同期曾在碗窰公立學校任教。

### 事業發展
1976年，萬梓良退學未幾便報讀無綫電視藝員訓練班，同年入讀香港麗的電視藝員訓練班，1977年畢業後任職麗的電視藝員。畢業前曾被得悉其家庭狀況的校長釋慈祥邀請重返大光中學任職教員助理，以幫補家計。自1977年起演出多部麗的電視劇集，較有名的有《大內群英》和《太極張三豐》。而《七武器》則為其入讀訓練班3個月後及入行以來首部擔任男主角的電視劇集。
1980年代加入無綫電視後，是萬梓良演藝生涯之黃金時代。他在1984年憑《男與女》獲得金馬獎和香港電影金像獎最佳男主角提名。1986年主演《流氓大亨》一劇聲名大噪，1988年更憑電影《大頭仔》奪得台灣電影金馬獎最佳男主角殊榮，成為「金馬影帝」。他又擔任香港無綫電視多部重頭劇的男主角，包括《成吉思汗》、《他來自江湖》、《大家族》、《巨人》、《龍兄鼠弟》等。萬梓良的演出以投入見稱，例如在《流氓大亨》結局一段與陷於昏迷的女主角鄭裕玲長達七分鐘之對話，幾乎由他一人演繹；在《大家族》其中一段萬梓良站在台上，以激動表情當眾指罵飾演反派的曾江，亦為一例。《流氓大亨》提升了他在大陸和台灣知名度。
1991年，萬梓良於無綫拍攝劇集《大家族》時，因不滿當時廠期限制等原因而出現情緒問題，他曾在身上的白色T恤用血紅色大字寫上「乞求雞毛司令賜廠期」，在廣播道遊行並讓記者拍照，這「血衣事件」哄動全城。1995年擔任男主角的電視劇《萬里長情》是他於無綫電視的最後作品。
1996年，萬梓良和恬妞的婚姻以離異收場，他的影藝事業亦開始走下坡，在幕前演出大為減少，只間中參與電影演出。此時他開始進軍中國大陸經營服裝生意，以自己英文名字「Alex Man」成立服裝品牌，全盛時期旗下六十多個銷售點，但服裝生意一路虧損，到了約2000年時，更虧蝕了一千六百萬港元，他唯有將香港西貢的房子賣了八百三十萬港元應急。之後他不再搞生產，只賣經營權，分店數目越縮越少，至2012年時萬仕服裝現時只剩三個銷售點，兩個在青海，一個在安徽。由於生意虧損，逼得他不得不做回老本行，在內地從事商演、並在電影中當客串。
2017年，萬梓良基於患上糖尿病而一度退休，不久復出參與電影演出。現時多在中國內地參演影視作品，又會登台唱歌。

## 個人生活
2009年鄧萃雯在接受《志雲飯局》訪問時透露，於1985年時因兩人同演《薛仁貴征東》劇集，曾與萬梓良交往一年半。
萬梓良有兩段婚姻。1988年因拍攝《大頭仔》與台灣女演員恬妞交往。二人其後繼續在三部無綫劇集《他來自江湖》、《大家族》和《俠義見青天》中合作。他於1992年和恬妞結婚，成為恬妞的第二任丈夫。兩人婚禮成為電視台現場直播的「特備節目」，由邵逸夫主持，並由周星馳當伴郎、梅小惠當伴娘。但這段婚姻只維持了四年，二人因性格不合而在1996年離婚。據恬妞所言，當時二人婚禮因邀請的賓客太多，故選擇在攝影棚擺酒，婚禮過程無綫電視作現場直播。這舉動讓她很不習慣，甚至感覺像在做戲。也因娶了恬妞，萬梓良能講閩南話，甚至還出了兩張台語專輯。
2002年萬梓良與郭明黎結婚，郭明黎1973年出生於河南省洛陽市，是中國南方航空公司的空姐，比萬梓良年輕17歲。2003年2月倆人誕下兒子萬大千。

## 演出作品
*以下列表只記錄萬梓良演出過的影視作品，若有遺漏，請協助補充相關資料。

### 電視劇（麗的電視/亞洲電視）
| 年代   | 劇名           | 角色           |
| 1977年 | 七武器之碧玉刀 | 碧玉刀         |
| 1977年 | 三少爺的劍     | 謝曉峰         |
| 1977年 | 電視人         | 趙振鋒         |
| 1978年 | 追族           | 雍景倫         |
| 1978年 | 巨星           | 凌十洲         |
| 1978年 | 郎心如鐵       | 林禮文         |
| 1978年 | 十二生肖       |                |
| 1979年 | 俠盜風流       | 南宮逸         |
| 1979年 | 天龍訣         | 正德帝         |
| 1979年 | 奇女子         | 李康瑞         |
| 1980年 | 大內群英       | 雍正帝         |
| 1980年 | 大內群英續集   | 乾隆帝         |
| 1980年 | 浮生六劫       | 蔡靖康         |
| 1980年 | 太極張三豐     | 張君寶(張三丰) |
| 1981年 | 游俠張三豐     | 張君寶(張三丰) |
| 1981年 | 天使危機       | 司徒偉         |
| 1981年 | 伏虎           | 宇文斌         |
| 1982年 | 愛情跑道       | 韋清輝         |
| 1982年 | 火星撞地球     | 郭德良         |
| 1982年 | 烽火情仇       | 祁天生         |
| 2005年 | 美麗傳說2星願  | 展鴻圖         |

### 電視劇（無綫電視）
| 年代   | 劇名             | 角色              |
| 1983年 | 香港八三         | 阿May堂兄（客串） |
| 1983年 | 神鵰俠侶         | 陸立鼎            |
| 1985年 | 薛仁貴征東       | 薛仁貴            |
| 1985年 | 楊家將           | 八仙 - 韓湘子     |
| 1986年 | 陸小鳳之鳳舞九天 | 陸小鳳            |
| 1986年 | 流氓大亨         | 方謹昌            |
| 1986年 | 薛剛反唐         | 薛仁貴            |
| 1986年 | 英雄故事         | 石偉男            |
| 1987年 | 生命之旅         | 沈志豪            |
| 1987年 | 成吉思汗         | 鐵木真            |
| 1987年 | 季節             | 向陽( 客串 )      |
| 1988年 | 當代男兒         | 程家俊            |
| 1989年 | 他來自江湖       | 明天（天哥）      |
| 1990年 | 笑傲在明天       | 許忠信            |
| 1991年 | 大家族           | 蔣進              |
| 1992年 | 巨人             | 樂言              |
| 1993年 | 龍兄鼠弟         | 雷文鳳            |
| 1994年 | 俠義見青天       | 歐陽春            |
| 1995年 | 萬里長情         | 李長旺            |

### 電視劇（其他）
| 年代   | 劇名              | 角色   |
| 1981年 | 廉政先鋒 (第一輯) | 麥志安 |
| 2005年 | 伙頭智多星        | 味至尊 |

### 電視劇（香港電台）
| 年代   | 劇名                      | 角色       |
| 1979年 | 獅子山下：兩女性          | 呂先生     |
| 1980年 | 屋簷下：兒子大了          | 大學生阿基 |
| 1984年 | 香江歲月 第一至七，十二集 | 郭亞南     |

### 電視劇（台灣）
| 年代   | 劇名           | 頻道 | 角色 |
| 2012年 | 七俠五義人間道 | 中視 | 包拯 |

### 電視劇（新加坡）
| 年代   | 劇名            | 角色   |
| 1995年 | 金枕頭          | 任娘   |
| 1996年 | 新阿郎/一路風塵 | 李开朗 |
| 1998年 | 陌生人          | 钟庆生 |

### 電視劇（中國大陸）
| 年代         | 劇名                      | 角色                            |
| 1997年       | 編輯部的故事之萬事如意    | 萬梓良、戈玲（呂麗萍 飾）的表哥 |
| 2010年(待播) | 歲月驕陽                  | 李金魁、李宗元                  |
| 2011年       | 七俠五義人間道            | 包拯                            |
| 2012年       | 密戰峨嵋                  | 神父                            |
| 2013年       | 春天的绞刑架              | 赵书阁                          |
| 2014年       | 劫中劫                    |                                 |
| 2015年       | 为爱坚守(原名:妻子不设防) |                                 |
| 2015年       | 多情江山                  | 洪承疇                          |

### 電視電影
- 1988年 勇闖毒龍潭
- 1992年 羣星會 飾 成吉思汗

### 電影
| 年代   | 劇名                   | 角色          |
| 1979年 | 瘋劫                   |               |
| 1982年 | 如來神掌               | 火雲邪神      |
| 1983年 | 男與女                 | 江遠生        |
| 1984年 | 唐朝豪放女             | 崔博侯        |
| 1984年 | 新飛狐外傳             | 苗人鳳        |
| 1984年 | 青蛙王子 (電影)        | Joseph        |
| 1984年 | 等待黎明               | 黃克強        |
| 1985年 | 替槍老豆               | 梅德生        |
| 1986年 | 兄弟                   | 李強          |
| 1987年 | 省港旗兵2              | 大大          |
| 1987年 | 英雄好漢               | 鄧家勇        |
| 1987年 | 江湖情                 | 鄧家勇        |
| 1987年 | 不夜天                 | 閻立山        |
| 1987年 | 1哥                    |               |
| 1987年 | 胭脂扣                 | 袁永定        |
| 1988年 | 法律無情               |               |
| 1988年 | 撞邪先生               | 沈慈航        |
| 1988年 | 法中情                 | 方伟          |
| 1988年 | 挑情                   |               |
| 1988年 | 陷阱邊沿               |               |
| 1988年 | 我要逃亡               |               |
| 1988年 | 旺角卡門               | Tony          |
| 1988年 | 大頭仔                 | 大頭仔/吳進成 |
| 1988年 | 捕風漢子               | 高政          |
| 1989年 | 專釣大鱷               | 臭口全        |
| 1989年 | 都市獵人               |               |
| 1989年 | 城市判官               |               |
| 1989年 | 沉底鱷                 |               |
| 1989年 | 再起風雲               |               |
| 1989年 | 我在江湖               |               |
| 1989年 | 獵魔群英               | 曾警司        |
| 1989年 | 鐵漢柔情               |               |
| 1989年 | 追女重案組             |               |
| 1990年 | 橫衝直撞火鳳凰         |               |
| 1990年 | 地頭龍                 |               |
| 1990年 | 出土奇兵               |               |
| 1990年 | 賭王                   |               |
| 1990年 | 喋血風雲               |               |
| 1990年 | 義膽雄心               |               |
| 1990年 | 兄弟珍重               |               |
| 1990年 | 香港舞男               | 馬祥          |
| 1990年 | 豬標一族               | 任千行        |
| 1990年 | 致命的誘惑             |               |
| 1990年 | 奇兵                   |               |
| 1990年 | 再戰江湖               |               |
| 1990年 | 美國博仔               |               |
| 1990年 | 少爺當大兵             | 連長          |
| 1991年 | 表姐，你玩嘢！         |               |
| 1991年 | 大哥大續集             |               |
| 1991年 | 喋血奇兵               |               |
| 1991年 | 賭尊                   |               |
| 1991年 | 英倫越戰               |               |
| 1991年 | 烈火情仇               |               |
| 1992年 | 勝者為王               |               |
| 1992年 | 賭城大亨之新哥傳奇     | 郭英南        |
| 1992年 | 賭城大亨II之至尊無敵   | 郭英南        |
| 1993年 | 大路                   |               |
| 1993年 | 狹路英豪               |               |
| 1993年 | 十大槍擊要犯之殺生狀元 | 李富興        |
| 1997年 | 97古惑仔戰無不勝       | 蔣天養        |
| 1998年 | 98古惑仔之龍爭虎鬥     | 蔣天養        |
| 1999年 | 賭俠大戰拉斯維加斯     | Peter 朱      |
| 2000年 | 勝者為王               | 蔣天養        |
| 2010年 | 翡翠明珠               | 番 王         |
| 2010年 | 李小龍                 | 吳楚帆        |
| 2012年 | 懸紅                   | 孫老闆        |
| 2013年 | 古惑仔：江湖新秩序     | 蔣天養        |
| 2017年 | 今晚打喪屍             |               |
| 2020年 | 麥路人                 | 等伯          |
| 2022年 | 四海                   |               |

### 舞台劇
香港公演
- 2010年 魔鬼契約
- 2014年 茶館
- 2017年 人民公敵
- 2017年 小井胡同

## 音樂作品
| 發行日期  | 專輯名稱              | 語言 | 發行公司      | 曲目 |
| 1993年1月 | 坦白話/這是一個好所在 | 台語 | BMG博德曼唱片 | 曲目 1. 这是一个好所在 2. 坦白话 3. 阿妈的头毛 4. 我的爱情免咒诅 5. 心事谁人知 6. 七逃人的彼首歌 7. 大家阿莎力 8. 茶米茶 9. 别问阮的名 10. 兄弟保重 |
| 1994年1月 | 感情用真重            | 台語 | BMG博德曼唱片 | 曲目 1. 感情用真重 2. 好角色 3. 客家山歌最出名 4. 干一杯 5. 阿妈的头毛 6. 漂泊人的目屎 7. 漂泊人的彼首歌 8. 酒后的心声 9. 舞女 10. 风风雨雨这多年   |

## 得獎與提名
| 年代   | 頒獎                 | 獎項             | 作品         | 結果 |
| 1983年 | 第20屆金馬獎         | 最佳男主角       | 《男與女》   | 提名 |
| 1984年 | 第3屆香港電影金像獎  | 最佳男主角       | 《男與女》   | 提名 |
| 1985年 | 第22屆金馬獎         | 最佳男主角       | 《等待黎明》 | 提名 |
| 1987年 | 第24屆金馬獎         | 最佳男主角       | 《兄弟》     | 提名 |
| 1988年 | 第33屆亞太影展       | 亞洲傑出演技成就 |              | 獲獎 |
| 1988年 | 第25屆金馬獎         | 最佳男主角       | 《大頭仔》   | 獲獎 |
| 1989年 | 第8屆香港電影金像獎  | 最佳男配角       | 《旺角卡門》 | 提名 |
| 1990年 | 第27屆金馬獎         | 最佳男主角       | 《兄弟珍重》 | 提名 |
| 2013年 | 第32屆香港電影金像獎 | 最佳男配角       | 《懸紅》     | 提名 |
| 2020年 | 第39屆香港電影金像獎 | 最佳男配角       | 《麥路人》   | 提名 |

## 外部連結
- 萬梓良在互联网电影资料库（IMDb）上的資料（英文）（英文）
- 萬梓良在香港影庫上的簡介
- 萬梓良在豆瓣上的资料（简体中文）
- 萬梓良在时光网上的簡介（简体中文）
- 在AllMovie上萬梓良的頁面（英文）